# Santana (distrito de São Paulo)
Santana es un distrito ubicado en la zona nordeste de la ciudad de Sao Paulo, Brasil. Administrativamente pertenece a la subprefectura de Santana. El distrito de Paz de Santana, como se llamaba en la época, creado en 1898, era un antiguo núcleo de población de la zona norte de la ciudad, tanto que el aniversario del distrito se celebra en la misma fecha que la fundación del barrio de Santana, el 26 de julio de 1782.
Permaneció aislado del resto de la capital durante mucho tiempo debido a barreras naturales como el Río Tietê y la Serra da Cantareira, adquiriendo características rurales. Este aislamiento duró hasta principios del siglo XX cuando se construyeron el Ponte das Bandeiras y el Tranvía de Cantareira. Siguiendo los pasos de todo el municipio, Santana se desarrolló rápidamente debido al proceso de industrialización de la ciudad y a la riqueza generada a través del ciclo del café en todo el estado. Actualmente es un centro socioeconómico regional, actuando como polo de comercio, servicios y ocio para otras localidades de la Zona Norte.
Albergó otrora la antigua sede de la Casa de Detención de São Paulo transformada en lo que es hoy el Parque da Juventude, también posee uno de los mayores centros de ferias y exposiciones de São Paulo, el Pabellón Anhembi, así como la Terminal de Ómnibus Tietê, la más transitada de Brasil y el Aeropuerto Campo de Marte, el primero del municipio. En el distrito se destacan Alto de Santana y Jardim São Paulo, regiones de clase alta situadas a lo largo de su extensión. Tiene el IDH más alto (0,925) de la zona norte del municipio y el decimonoveno más alto entre los 96 distritos que lo conforman.

## Distritos limítrofes
- Mandaqui y Tucuruvi (norte)
- Vila Guilherme (este)
- Bom Retiro y Pari (sur)
- Casa Verde (oeste)